# Пенеке, Карл
Карл Пенеке (полное имя нем. Karl Alfons Borromäus Josef Penecke; 28 апреля 1858, Грац — около 1944, 1944[…] или 26 января 1947, Черновцы или Сучава) — австрийский энтомолог, геолог и палеонтолог, который длительное время работал на Буковине. Доктор философии (PhD), профессор (1901).

## Биография
Карл Пенеке родился в австрийском городе Граце, в семье офицера. Изучал геологию в местном университете, после окончания которого поступил в докторантуру, получил степень доктора философии (PhD), а впоследствии подготовил и защитил диссертацию на степень хабилитованного доктора геологии и палеонтологии.
Долгое время он работал внештатно (приват-доцентом) в том же университете. После смерти палеоботаника Константина фон Эттингсхаузена (1826—1897) преподавал также и палеоботанику.
В 1901 году он получил звание титулярного профессора, впоследствии доцента (1909), а с 1918 года стал ординарным (полным) профессором геологии,стратиграфии и палеонтологии Черновицкого университета. Где и как закончилась его жизнь, неизвестно. Предположительно он погиб в 1944 году в г. Сучава во время или после занятия города Красной Армией.

## Научная деятельность
Карл Пенеке изучал вымерших моллюсков третичного периода и коралловых полипов девонского периода палеозоя. Исследования охватывали ближнюю к Граца Штирию, а также Каринтию и Славонию.
Как энтомолог он получил признание, изучая жуков из семейства долгоносиков . Карл Пенеке описал ряд новых для науки видов насекомых, в том числе и слепых жуков, живущих в пещерах. Один из открытых им видов долгоносиков он назвал в честь буковинского энтомолога Константина Гормузаки — «Otiorhynchus hormuzakii» Penecke, 1935. Собранные Пенеке коллекции жуков хранятся в Дрезденском зоологическом музее в Германии.
Перу Карла Пенеке принадлежит по меньшей мере 18 трудов по палеонтологии и 46 трудов по зоологии. Перечень этих публикаций и описанных им ископаемых и рецентных животных доступен в интернете.. Некоторые из трудов Карла Пенеке доступны в сети.